# Tanisha Wright
Tanisha Lovely Wright (ur. 29 listopada 1983 w Nowym Jorku) – amerykańska koszykarka występująca na pozycji skrzydłowej, mistrzyni WNBA, Polski oraz Izraela, obecnie trenerka Atlanty Dream.
11 kwietnia 2019 trafiła w wyniku wymiany do New York Liberty.
12 października 2021 została trenerką Atlanty Dream.

## Osiągnięcia
Na podstawie, o ile nie zaznaczono inaczej.

### Zawodnicze

#### NCAA
- Uczestniczka rozgrywek:
  - Elite Eight turnieju NCAA (2004)
  - Sweet 16 turnieju NCAA (2002, 2003, 2004)
  - turnieju NCAA (2002–2005)
- Mistrzyni sezonu zasadniczego konferencji Big Ten (2003, 2004)

#### WNBA
- Mistrzyni WNBA (2010)
- Zaliczona do:
  - I składu defensywnego WNBA (2009–2011, 2013, 2014)
  - II składu defensywnego WNBA (2015, 2016)

#### Inne drużynowe
- Mistrzyni:
  - Eurocup (2011)
  - Polski (2010)
  - Izraela (2011)
- Wicemistrzyni:
  - Izraela (2008, 2012)
  - Francji (2009)
- Zdobywczyni pucharu:
  - Polski (2010)
  - Izraela (2011)
- Finalistka Pucharu Francji (2009)

#### Inne indywidualne
- MVP:
  - sezonu ligi izraelskiej (2008)
  - zagraniczna ligi francuskiej (2009)
- Najlepsza zawodniczka zagraniczna ligi (według eurobasket.com):
  - izraelskiej (2008)
  - francuskiej (2009)
- Zaliczona do (przez eurobasket.com):
  - I składu:
    - Eurocup (2011)
    - ligi:
      - izraelskiej (2008)
      - francuskiej (2009)

    - defensywnego ligi izraelskiej (2008)
    - zawodniczek zagranicznych:
      - ligi izraelskiej (2008)
      - ligi francuskiej (2009)
      - Eurocup (2011)

  - II składu ligi izraelskiej (2011)
  - składu honorable mention:
    - polskiej ligi PLKK (2010)
    - ligi izraelskiej (2012)
- Liderka ligi izraelskiej w asystach (2008)

#### Reprezentacja
- Mistrzyni świata U-21 (2003)

### Trenerskie
- Mistrzostwo olimpijskie kobiet (2024)¹[5]
- Wicemistrzostwo WNBA (2020)¹[6]

¹ – jako asystentka trenera/trenerki